# Šehzada
Džamija Šehzada (Turski: Şehzade Camii, "Kraljevićeva džamija") u Istanbulskoj četvrti Fatih, izgrađena je od 1543. do 1548. godine za Sulejmana Veličanstvenog, u spomen na njegovog sina Mehmeda koji je preminuo od malih boginja u 21 godini života, 1543. godine. To je bilo prvo veliko djelo najvećeg osmanskog arhitekta Mimara Sinana i smatra se prvim remek-djelom klasične osmanske arhitekture.

## Arhitektura
Prije džamije Sinan je izgradio oktogonalni turbe (mauzolej) kraljevića Mehmeda od višebojnog kamena i terakotnim prozorskim okvirima i lukovima, trijemom i dvostrukom kupolom. Iznutra je bogato ukrašen raskošnom keramikom iz İznika, a osim kraljevićeva sarkofaga u sredini, tu su tijela i njegove kćerke Humusah Sultan i njegovog brata Cihangira. Iza ovog turbeta nalazi se i turbe velikog vezira Rustem-paše Hrvata, zeta Sulejmana I., a uz njega i turbe Ibrahima-paše Novošeherlije, zeta Murata III. (djelo Ahmeda Čavuša iz 1601. god.).
Džamija ima ulazno dvorište s kolonadom stupova (avlu)  koje je približne veličine same džamije. Dvorište uokviruje portik s pet kupola na obje strane, čiji su stupovi građeni od izmjeničnih tambura bijelog i ružičastog mramora. U središtu dvorišta je nadsvođena česma (šedrvan) koju je kasnije donirao sultan Murat IV. Njezina dva minareta imaju raskošne geometrijske ukrase u niskom reljefu s inkrustacijama od terakote.
Sama džamija ima kvadratičan tlocrt sa središnjom kupolom koju podržavaju četiri polukupole na četiri masivna stuba. Promjer joj je 19 x 19 metara, a visoka je 37 metara. Tu je Sinan prvi put primijenio tehniku smještanja galerijske kolonade cijelom duljinom pročelja kako bi se izvana sakrili potpornji.
Iznutra je džamija pratila simetričan plan, ali njezino proširenje s narteksom ispod četiri polukupole nije bilo najuspješnije jer je počivalo na četiri masiva stuba koji su skraćivali prostor za molitvu, i Sinan ga nikada više nije ponovio.

## Poveznice
- Islamska umjetnost i arhitektura
- Selimija
- Ahmedija

## Vanjske poveznice
- Džamijski kompleks Šehzadije  Arhivirana inačica izvorne stranice od 7. kolovoza 2011. (Wayback Machine) na stranicama Turskog muzeja arhitekture. Posjećeno 28. veljače 2011. (tur.)
- Mimar Sinan Project  Arhivirana inačica izvorne stranice od 7. rujna 2008. (Wayback Machine) Posjećeno 28. veljače 2011. (engl.)